# Fairfax (Wirginia)
Fairfax – niezależne miasto w Stanach Zjednoczonych, w stanie Wirginia. Według informacji U.S. Census Bureau z 2010 roku, miasto liczyło 22565 mieszkańców.